# 吉日寺 (林芝)
吉日寺位于中国西藏自治区林芝市巴宜区林芝镇卡斯木村，是一座苯教寺院。

## 简介
吉日寺约于15世纪由罗丹宁布创建，约17世纪毁于火灾，后由吉日欧明久重建。1950年地震中受损严重，1989年该寺自筹资金70万元重建。2001年，经卡斯木村群众的强烈要求，林芝镇人民政府投资对吉日寺进行了维修。现为巴宜区文物保护单位。
该寺第一任住持是益西当嘎·阿旺群培。
吉日寺内主供莲花生、增巴朗卡、才旺仁增三尊塑像。
吉日寺是本日山周围保存完好的4座寺庙之一，另外三座分别是大卓萨寺、达则寺、色迦棍钦寺，均属苯教。